# Herpothallon queenslandicum
Herpothallon queenslandicum är en svampart som först beskrevs av Elix, och fick sitt nu gällande namn av Elix. Herpothallon queenslandicum ingår i släktet Herpothallon och familjen Arthoniaceae.   Inga underarter finns listade i Catalogue of Life.